# Avatar: Music from the Motion Picture
Avatar: Music from the Motion Picture is de originele soundtrack, gecomponeerd en gedirigeerd door James Horner voor de film Avatar uit 2009 van James Cameron. Het album werd op 15 december 2009 uitgebracht door Atlantic Records en Fox Music.
Zangeres Leona Lewis heeft eraan bijgedragen en het laatste nummer gezongen, dat als themanummer voor de gelijknamige film wordt gebruikt. Het nummer dat de titel heeft "I See You (Theme from Avatar)" schreef Horner samen met Kuk Harrell en Simon Franglen.

## Nummers
Lijst van nummers op het album, met de lengte in minuten en seconden:
1. You Don't Dream in Cryo (6:09)
2. Jake Enters His Avatar World (5:24)
3. Pure Spirits of the Forest (8:49)
4. The Bioluminescence of the Night (3:37)
5. Becoming One of "The People", Becoming One with Neytiri (7:43)
6. Climbing Up "Iknimaya - the Path to Heaven (3:18)
7. Jake's First Flight (4:50)
8. Scorched Earth (3:32)
9. Quaritch (5:01)
10. The Destruction of Hometree (6:47)
11. Shutting Down Grace's Lab (2:47)
12. Gathering All the Na'vi Clans for Battle (5:14)
13. War (11:12)
14. I See You (Theme from Avatar) – Leona Lewis (4:20)

## Hitnoteringen

### Nederlandse Album Top 100
| "Avatar" in de Nederlandse Album Top 100 - binnen: 09-01-2010 | "Avatar" in de Nederlandse Album Top 100 - binnen: 09-01-2010 | "Avatar" in de Nederlandse Album Top 100 - binnen: 09-01-2010 | "Avatar" in de Nederlandse Album Top 100 - binnen: 09-01-2010 | "Avatar" in de Nederlandse Album Top 100 - binnen: 09-01-2010 |
| Week:                                                         | 1                                                             | 2                                                             | 3                                                             |                                                               |
| ------------------------------------------------------------- | ------------------------------------------------------------- | ------------------------------------------------------------- | ------------------------------------------------------------- | ------------------------------------------------------------- |
| Positie:                                                      | 85                                                            | 74                                                            | 99                                                            | uit                                                           |

### Vlaamse Ultratop 200 Albums
| "Avatar" in de Vlaamse Ultratop 200 Albums - binnen: 09-01-2010 | "Avatar" in de Vlaamse Ultratop 200 Albums - binnen: 09-01-2010 | "Avatar" in de Vlaamse Ultratop 200 Albums - binnen: 09-01-2010 | "Avatar" in de Vlaamse Ultratop 200 Albums - binnen: 09-01-2010 | "Avatar" in de Vlaamse Ultratop 200 Albums - binnen: 09-01-2010 | "Avatar" in de Vlaamse Ultratop 200 Albums - binnen: 09-01-2010 | "Avatar" in de Vlaamse Ultratop 200 Albums - binnen: 09-01-2010 | "Avatar" in de Vlaamse Ultratop 200 Albums - binnen: 09-01-2010 | "Avatar" in de Vlaamse Ultratop 200 Albums - binnen: 09-01-2010 | "Avatar" in de Vlaamse Ultratop 200 Albums - binnen: 09-01-2010 | "Avatar" in de Vlaamse Ultratop 200 Albums - binnen: 09-01-2010 | "Avatar" in de Vlaamse Ultratop 200 Albums - binnen: 09-01-2010 | "Avatar" in de Vlaamse Ultratop 200 Albums - binnen: 09-01-2010 | "Avatar" in de Vlaamse Ultratop 200 Albums - binnen: 09-01-2010 |
| Week:                                                           | 1                                                               | 2                                                               | 3                                                               | 4                                                               | 5                                                               | 6                                                               | 7                                                               | 8                                                               | 9                                                               | 10                                                              | 11                                                              | 12                                                              |                                                                 |
| --------------------------------------------------------------- | --------------------------------------------------------------- | --------------------------------------------------------------- | --------------------------------------------------------------- | --------------------------------------------------------------- | --------------------------------------------------------------- | --------------------------------------------------------------- | --------------------------------------------------------------- | --------------------------------------------------------------- | --------------------------------------------------------------- | --------------------------------------------------------------- | --------------------------------------------------------------- | --------------------------------------------------------------- | --------------------------------------------------------------- |
| Positie:                                                        | 84                                                              | 54                                                              | 61                                                              | 64                                                              | 48                                                              | 37                                                              | 39                                                              | 26                                                              | 32                                                              | 48                                                              | 51                                                              | 63                                                              | uit                                                             |

### NPO Klassiek Filmmuziek Top 200
| Avatar in de NPO Klassiek Filmmuziek Top 200 | Avatar in de NPO Klassiek Filmmuziek Top 200 | Avatar in de NPO Klassiek Filmmuziek Top 200 | Avatar in de NPO Klassiek Filmmuziek Top 200 |
| Jaar                                         | 2023                                         | 2024                                         | 2025                                         |
| -------------------------------------------- | -------------------------------------------- | -------------------------------------------- | -------------------------------------------- |
| Positie                                      | 96                                           | 122                                          | 125                                          |

## Prijzen en nominaties
| Jaar | Prijs                   | Categorie                                                                        | Genomineerde(n)                                         | Uitslag     |
| ---- | ----------------------- | -------------------------------------------------------------------------------- | ------------------------------------------------------- | ----------- |
| 2010 | Academy Awards (Oscars) | Beste originele muziek                                                           | James Horner                                            | Genomineerd |
| 2010 | BAFTA Awards            | Best Film Music                                                                  | James Horner                                            | Genomineerd |
| 2010 | Golden Globe Awards     | Best Original Score – Motion Picture                                             | James Horner                                            | Genomineerd |
| 2011 | Grammy Awards           | Best Score Soundtrack Album for Motion Picture, Television or Other Visual Media | James Horner                                            | Genomineerd |
| 2011 | Grammy Awards           | Best Song Written for Motion Picture, Television or Other Visual Media           | Horner, Kuk Harrell en Simon Franglen, voor "I See You" | Genomineerd |